# باوچی

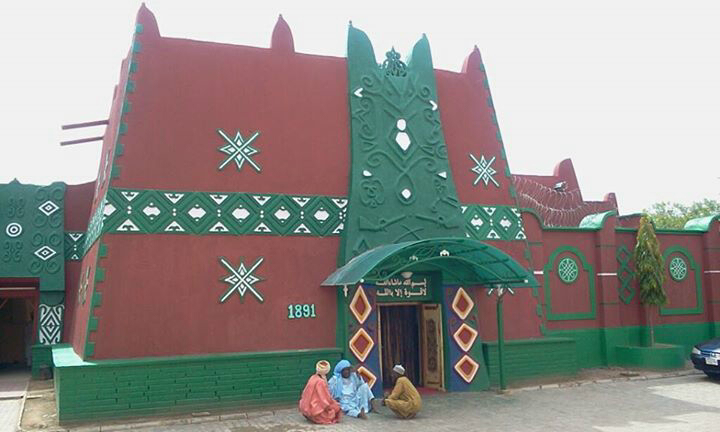
منطقه مسکونی در نیجریه

باوچی (به لاتین: Bauchi) یک شهر در نیجریه است که در ایالت باوچی واقع شده‌است.

## خصوصیات
باوچی ۳۱۶٬۱۷۳ نفر جمعیت دارد و ۶۱۶ متر بالاتر از سطح دریا واقع شده‌است.